# Chriolepis
A Chriolepis a csontos halak (Osteichthyes) főosztályának a sugarasúszójú halak (Actinopterygii) osztályába, ezen belül a sügéralakúak (Perciformes) rendjébe, a gébfélék (Gobiidae) családjába és a Gobiinae alcsaládjába tartozó nem.

## Rendszerezés
A nembe az alábbi 10 faj tartozik:
- Chriolepis atrimelum Bussing, 1997
- Chriolepis benthonis Ginsburg, 1953
- Chriolepis cuneata Bussing, 1990
- Chriolepis dialepta Bussing, 1990
- Chriolepis fisheri Herre, 1942
- Chriolepis lepidota Findley, 1975
- Chriolepis minutillus Gilbert, 1892 - típusfaj
- Chriolepis tagus Ginsburg, 1953
- Chriolepis vespa Hastings & Bortone, 1981
- Chriolepis zebra Ginsburg, 1938